# Руа, Патрик
Патри́к Руа́ (фр. Patrick Roy; род. 5 октября 1965, Квебек) — канадский хоккеист, выступавший на позиции вратаря. Ныне главный тренер клуба НХЛ «Нью-Йорк Айлендерс». Прозвище — «Святой Патрик». Трижды выигрывал «Конн Смайт Трофи», приз самому ценному игроку плей-офф (1986, 1993, 2001).

## Биография

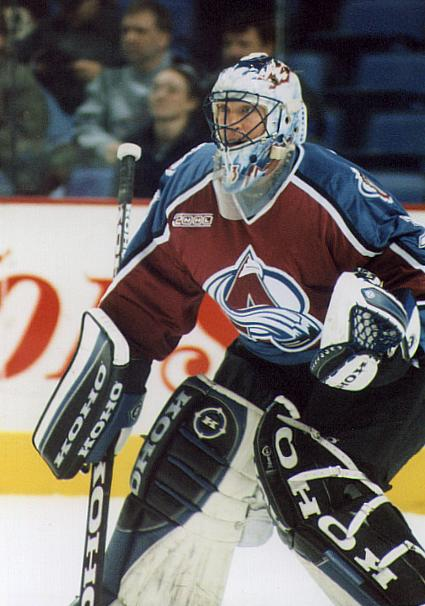
Патрик Руа в сезоне 1999/2000

За 19 сезонов, проведённых в Национальной хоккейной лиге, где Руа получил прозвище «Святой Патрик», он четыре раза становился обладателем Кубка Стэнли — дважды с «Монреаль Канадиенс» и дважды с «Колорадо Эвеланш» — и три раза лучшим голкипером лиги. Три раза он получал приз «Конн Смайт Трофи», как самому ценному игроку в плей-офф. Патрику принадлежал рекорд по числу побед (551), но 17 марта 2009 года этот рекорд был побит Мартином Бродёром, также Патрику принадлежал рекорд по количеству сыгранных матчей (1029) среди всех вратарей лиги. В ноябре 2006 года Руа попал в Зал славы НХЛ.
Последний матч за «Канадиенс» провёл 2 декабря 1995 года. В нём «Монреаль» потерпел поражение 1:11, причём Руа пропустил 9 шайб после 26 бросков. После этого матча Патрик заявил, что больше никогда не будет играть за «Канадиенс», в котором у него был давний конфликт с главным тренером Марио Трамбле, и попросил обмена. Его новым клубом стал «Колорадо Эвеланш», за который он болел с детства ещё в те времена, когда он назывался «Квебек Нордикс».

## Особенности на льду
Был главным распространителем стиля «баттерфляй» в НХЛ, причём настолько, что к окончанию его карьеры большинство вратарей играло именно в манере, предложенной Руа. Также Патрик стал первым использовать хитрости, связанные с вратарской экипировкой, надевая огромные свитера, утолщая щитки и пр.
Был невероятно суеверен — не наступал на линии при раскатке, разговаривал со штангами, и никогда не разговаривал с журналистами в дни матчей, делал 60 оборотов изоленты вокруг клюшки, по одной на каждую чистую минуту матча и пр.
Является признанным мастером игры в плей-офф, каждый раз становясь существенной частью успеха своих команд. Он является единственным игроком в истории НХЛ, кто трижды выигрывал приз «Конн Смайт Трофи» — самому ценному игроку плей-офф.
Занимательный факт — Патрик Руа пропустил 500-й гол в карьере трёх игроков: Айзерман, Стив 17 января 1996, Маллен, Джо 14 марта 1997 и Шэнахэн, Брендан 23 марта 2002

## Статистика

### Клубная карьера
Игры регулярного сезона:
| Сезон       | Команда            | Лига        | И    | В   | П   | Н   | Мин   | ГП   | СИ | ГПС  |
| ----------- | ------------------ | ----------- | ---- | --- | --- | --- | ----- | ---- | -- | ---- |
| 1984-85     | Монреаль Канадиенс | НХЛ         | 1    | 1   | 0   | 0   | 20    | 0    | 0  | 0.00 |
| 1985-86     | Монреаль Канадиенс | НХЛ         | 47   | 23  | 18  | 3   | 2651  | 148  | 1  | 3.35 |
| 1986-87     | Монреаль Канадиенс | НХЛ         | 46   | 22  | 16  | 6   | 2686  | 131  | 1  | 2.93 |
| 1987-88     | Монреаль Канадиенс | НХЛ         | 45   | 23  | 12  | 9   | 2586  | 125  | 3  | 2.90 |
| 1988-89     | Монреаль Канадиенс | НХЛ         | 48   | 33  | 5   | 6   | 2744  | 113  | 4  | 2.47 |
| 1989-90     | Монреаль Канадиенс | НХЛ         | 54   | 31  | 16  | 5   | 3173  | 134  | 3  | 2.53 |
| 1990-91     | Монреаль Канадиенс | НХЛ         | 48   | 25  | 15  | 6   | 2835  | 128  | 1  | 2.71 |
| 1991-92     | Монреаль Канадиенс | НХЛ         | 67   | 36  | 22  | 8   | 3935  | 155  | 5  | 2.36 |
| 1992-93     | Монреаль Канадиенс | НХЛ         | 62   | 31  | 25  | 5   | 3595  | 192  | 3  | 3.20 |
| 1993-94     | Монреаль Канадиенс | НХЛ         | 68   | 35  | 17  | 11  | 3867  | 161  | 7  | 2.50 |
| 1994-95     | Монреаль Канадиенс | НХЛ         | 43   | 17  | 20  | 6   | 2566  | 127  | 1  | 2.97 |
| 1995-96     | Монреаль Канадиенс | НХЛ         | 22   | 12  | 9   | 1   | 1260  | 62   | 1  | 2.95 |
| 1995-96     | Колорадо Эвеланш   | НХЛ         | 39   | 22  | 15  | 1   | 2305  | 103  | 1  | 2.68 |
| 1996-97     | Колорадо Эвеланш   | НХЛ         | 62   | 38  | 15  | 7   | 3698  | 143  | 7  | 2.32 |
| 1997-98     | Колорадо Эвеланш   | НХЛ         | 65   | 31  | 19  | 13  | 3835  | 153  | 4  | 2.39 |
| 1998-99     | Колорадо Эвеланш   | НХЛ         | 61   | 32  | 19  | 8   | 3648  | 139  | 5  | 2.29 |
| 1999-00     | Колорадо Эвеланш   | НХЛ         | 63   | 32  | 21  | 8   | 3704  | 141  | 2  | 2.28 |
| 2000-01     | Колорадо Эвеланш   | НХЛ         | 62   | 40  | 13  | 7   | 3585  | 132  | 4  | 2.21 |
| 2001-02     | Колорадо Эвеланш   | НХЛ         | 63   | 32  | 23  | 8   | 3773  | 122  | 9  | 1.94 |
| 2002-03     | Колорадо Эвеланш   | НХЛ         | 63   | 35  | 15  | 13  | 3769  | 137  | 5  | 2.18 |
| Всего в НХЛ | Всего в НХЛ        | Всего в НХЛ | 1029 | 551 | 315 | 131 | 60235 | 2546 | 66 | 2.54 |

| Сезон       | Команда            | Лига        | И   | В   | П  | Мин   | ГП  | СИ | ГПС  |
| ----------- | ------------------ | ----------- | --- | --- | -- | ----- | --- | -- | ---- |
| 1985-86     | Монреаль Канадиенс | НХЛ         | 20  | 15  | 5  | 1218  | 39  | 1  | 1.92 |
| 1986-87     | Монреаль Канадиенс | НХЛ         | 6   | 4   | 2  | 330   | 22  | 0  | 4.00 |
| 1987-88     | Монреаль Канадиенс | НХЛ         | 8   | 3   | 4  | 430   | 24  | 0  | 3.34 |
| 1988-89     | Монреаль Канадиенс | НХЛ         | 19  | 13  | 6  | 1206  | 42  | 2  | 2.08 |
| 1989-90     | Монреаль Канадиенс | НХЛ         | 11  | 5   | 6  | 641   | 26  | 1  | 2.43 |
| 1990-91     | Монреаль Канадиенс | НХЛ         | 13  | 7   | 5  | 785   | 40  | 0  | 3.05 |
| 1991-92     | Монреаль Канадиенс | НХЛ         | 11  | 4   | 7  | 686   | 30  | 1  | 2.62 |
| 1992-93     | Монреаль Канадиенс | НХЛ         | 20  | 16  | 4  | 686   | 30  | 1  | 2.62 |
| 1993-94     | Монреаль Канадиенс | НХЛ         | 6   | 3   | 3  | 375   | 16  | 0  | 2.56 |
| 1995-96     | Колорадо Эвеланш   | НХЛ         | 22  | 16  | 6  | 1454  | 51  | 3  | 2.10 |
| 1996-97     | Колорадо Эвеланш   | НХЛ         | 17  | 10  | 7  | 1034  | 38  | 3  | 2.20 |
| 1997-98     | Колорадо Эвеланш   | НХЛ         | 7   | 3   | 4  | 430   | 18  | 0  | 2.51 |
| 1998-99     | Колорадо Эвеланш   | НХЛ         | 19  | 11  | 8  | 1173  | 52  | 1  | 2.65 |
| 1999-00     | Колорадо Эвеланш   | НХЛ         | 17  | 11  | 6  | 1039  | 30  | 3  | 1.79 |
| 2000-01     | Колорадо Эвеланш   | НХЛ         | 23  | 16  | 7  | 1451  | 41  | 4  | 1.69 |
| 2001-02     | Колорадо Эвеланш   | НХЛ         | 21  | 11  | 10 | 1241  | 52  | 3  | 2.51 |
| 2002-03     | Колорадо Эвеланш   | НХЛ         | 7   | 3   | 4  | 423   | 16  | 1  | 2.26 |
| Всего в НХЛ | Всего в НХЛ        | Всего в НХЛ | 247 | 151 | 94 | 15209 | 584 | 23 | 2.30 |

## Послеигровая карьера
После завершения карьеры стал тренером юниорской команды «Квебек Ремпартс», которую привёл к Мемориальному кубку в 2006 году. В 2009 году отказался принять «Колорадо Эвеланш», мотивировав это тем, что ещё не готов к работе в НХЛ.
23 мая 2013 года на такое же предложение ответил согласием, став главным тренером «Колорадо». 11 августа 2016 года подал в отставку с поста главного тренера и вице-президента по хоккейным операциям «Колорадо Эвеланш».
С 2018 по 2023 год был главным тренером и генеральным менеджером «Квебек Ремпартс».
20 января 2024 года был назначен главным тренером «Нью-Йорк Айлендерс», сменив на этом посту Лэйна Ламберта.

## Личная жизнь
Родился в один день с другим знаменитым канадским хоккеистом Марио Лемьё.
Женился на Мишель Пьюзе 9 июня 1990 года. У них трое детей: сыновья Джонатан и Фредерик, и дочь Жана. Его сыновья играли за «Квебек Ремпартс», когда Патрик был главным тренером команды. Позже Джонатан закончил с хоккеем ради музыкальной карьеры.
22 октября 2000 года был арестован за домашнее насилие и был освобожден под залог в 750 долларов. Во время ссоры жена Патрика позвонила по телефону 911, приехавшая полиция взяла его под стражу. Позже с Руа были сняты все обвинения, после того как председательствующий судья закрыл дело, сославшись на то, что оно не соответствовало стандарту уголовного преступления в части домашнего насилия. Патрик и Мишель развелись в начале 2003 года, с тех пор Руа холост.
С 1980-х годов Руа был активным участником благотворительной акции Ronald McDonald House Charities.

## Тренерская статистика

### ГЮХЛК
| Команда         | Сезон   | Регулярный сезон | Регулярный сезон | Регулярный сезон | Регулярный сезон | Регулярный сезон | Регулярный сезон  | Плей-офф                   | Плей-офф |
| Команда         | Сезон   | И                | В                | П                | OT               | Очки             | Место в дивизионе | Результат                  |          |
| --------------- | ------- | ---------------- | ---------------- | ---------------- | ---------------- | ---------------- | ----------------- | -------------------------- | -------- |
| Квебек Ремпартс | 2005/06 | 65               | 51               | 12               | 2                | 106              | 1-й в Западном    | Поражение в финале         |          |
| Квебек Ремпартс | 2006/07 | 70               | 37               | 28               | 5                | 79               | 5-й в Западном    | Поражение в первом раунде  |          |
| Квебек Ремпартс | 2007/08 | 70               | 38               | 28               | 4                | 80               | 5-й в Западном    | Поражение во втором раунде |          |
| Квебек Ремпартс | 2008/09 | 68               | 49               | 16               | 3                | 101              | 1-й в Восточном   | Поражение в третьем раунде |          |
| Квебек Ремпартс | 2009/10 | 68               | 41               | 20               | 7                | 89               | 1-й в Восточном   | Поражение во втором раунде |          |
| Квебек Ремпартс | 2010/11 | 68               | 48               | 16               | 4                | 100              | 1-й в Восточном   | Поражение в третьем раунде |          |
| Квебек Ремпартс | 2011/12 | 68               | 43               | 18               | 7                | 93               | 3-й в Восточном   | Поражение во втором раунде |          |
| Квебек Ремпартс | 2012/13 | 68               | 42               | 21               | 5                | 89               | 3-й в Восточном   | Поражение во втором раунде |          |

### НХЛ
| Команда          | Сезон   | Регулярный сезон | Регулярный сезон | Регулярный сезон | Регулярный сезон | Регулярный сезон | Регулярный сезон     | Плей-офф | Плей-офф | Плей-офф                  | Плей-офф |
| Команда          | Сезон   | И                | В                | П                | ОТ               | Очки             | Место в дивизионе    | В        | П        | Результат                 |          |
| ---------------- | ------- | ---------------- | ---------------- | ---------------- | ---------------- | ---------------- | -------------------- | -------- | -------- | ------------------------- | -------- |
| Колорадо Эвеланш | 2013/14 | 82               | 52               | 22               | 8                | 112              | 1-й в Центральном    | 3        | 4        | Поражение в первом раунде |          |
| Колорадо Эвеланш | 2014/15 | 82               | 39               | 31               | 12               | 90               | 7-й в Центральном    | —        | —        | Не попали в плей-офф      |          |
| Колорадо Эвеланш | 2015/16 | 82               | 39               | 39               | 4                | 82               | 6-й в Центральном    | —        | —        | Не попали в плей-офф      |          |
| Всего            | Всего   | 246              | 130              | 92               | 24               | 284              | 1 победа в дивизионе | 3        | 4        | Нет титулов               |          |

## Награды и достижения
- Обладатель Кубка Стэнли — 1986, 1993, 1996, 2001
- Участник 11 матчей всех звёзд НХЛ
- Конн Смайт Трофи — 1986, 1993, 2001
- Уильям Дженнингс Трофи — 1987[13], 1988[13], 1989[13], 1992, 2002
- Везина Трофи — 1989, 1990, 1992
- Обладатель Кубка Колдера — 1985 («Шербрук Канадиенс»)
- Включён в Зал славы НХЛ в 2006 году
- В 1998 году журнал «The Hockey News» включил его под 22-м номером в список «100 величайших хоккеистов».
- Его номер «33» выведен из оборота в командах «Колорадо Эвеланш» и «Монреаль Канадиенс».
- Джек Адамс Эворд — 2014

## Рекорды
За время своей карьеры Патрик Руа установил несколько рекордов Национальной хоккейной лиги, среди которых:
- Наибольшее количество сыгранных игр в плей-офф НХЛ среди вратарей (247)
- Наибольшее количество «Конн Смайт Трофи» (3)
- Наибольшее количество сыгранных минут в плей-офф НХЛ среди вратарей (15209)
- Наибольшее количество сыгранных минут за карьеру в НХЛ среди вратарей (60235+15209=75444)
- Наибольшее количество побед в плей-офф НХЛ среди вратарей (151)

Впервые были установлены, но спустя годы, побиты Мартином Бродёром
- Рекорд по количеству сухих матчей в плей-офф — (23)
- Наибольшее количество сыгранных игр в НХЛ среди вратарей (1029)
- Наибольшее количество сыгранных минут в регулярном сезоне НХЛ среди вратарей (60235)

Стоит обязательно учитывать, что Руа установил свои рекорды по количеству побед, когда в НХЛ были ничьи, а Бродер побил их, когда ничьи отменили.